# Acqua gassata

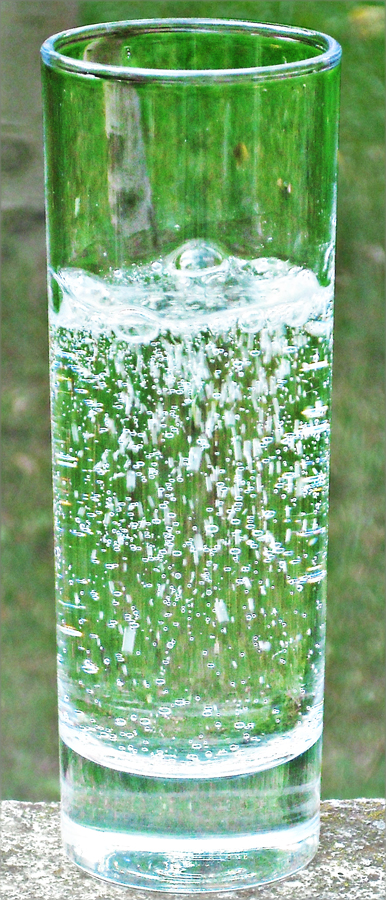
Acqua gassata, ottenuta tramite l'aggiunta di anidride carbonica.

L'acqua gassata, spesso denominata acqua frizzante, è acqua potabile nella quale è stata immessa anidride carbonica. Costituisce la base di molte bevande analcoliche dette soft drink (mentre per i cocktail si preferisce la più forte acqua di Seltz).

## Acqua minerale addizionata di anidride carbonica
La maggior parte delle acque gassate che si trovano in Italia è costituita da acqua minerale addizionata di anidride carbonica mediante un processo chiamato carbonazione (un caso particolare di carbonatazione). Praticamente tutte le marche più conosciute commercializzano l'acqua in due versioni: naturale e gassata. Diverse hanno anche la versione "leggermente frizzante". Simile all'acqua idrogenata, in cui il gas disciolto è l'idrogeno.
Oltre che in bottiglia, molta acqua frizzante è disponibile anche alla spina.

## Storia

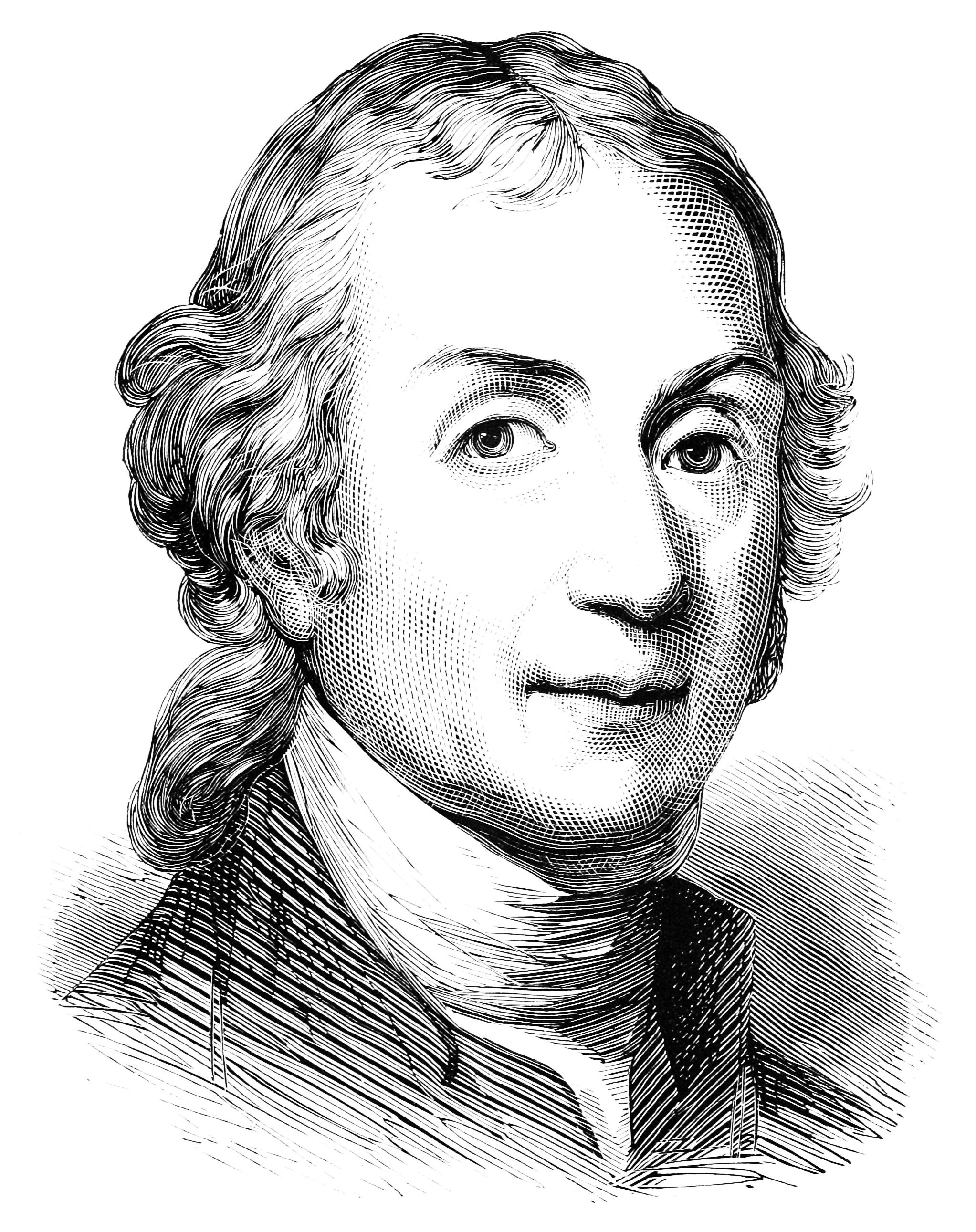
Joseph Priestley, inventore di un metodo per ottenere la carbonazione

Nel 1770 il francese Gabriel François Venel produsse per la prima volta acqua frizzante. Nel medesimo periodo William Brownrigg e Henry Cavendish ottennero risultati simili. Nel 1767 Joseph Priestley scoprì un metodo per miscelare anidride carbonica (CO2) con acqua sospendendo una brocca d'acqua sopra una botte di birra in fermentazione in una birreria a Leeds, in Inghilterra. Il gas che ricopriva la birra e i mosti in fermentazione, chiamato da Priestley fixed air, era noto anche perché uccideva i topi che lo attraversavano. Priestley scoprì che un contenitore sigillato in cui potevano essere raccolti il gas e l'acqua, opportunamente agitato, produceva un'ottima bevanda fresca e nel 1772 pubblicò Impregnating Water with Fixed Air. Per produrre il gas di anidride carbonica, invece della birra fermentata usò "oil of vitriol" (acido solforico) su gesso.
Nel 1783 J. J. Schweppe (1740-1821) avviò il processo di produzione industriale, fondando la Schweppes a Ginevra. Nel 1792 si spostò a Londra. Nel 1799 Augustine Thwaites fondò la Thwaites' Soda Water a Dublino. Un articolo del London Globe afferma che egli fu il primo a commercializzare "soda water" sotto quel nome.

## Acqua minerale effervescente naturale
In alcune acque l'effervescenza è data da un gas non aggiunto in fabbrica; per la legge italiana queste acque devono avere un tenore di anidride carbonica libera superiore a 250 mg/L e uguale a quello della sorgente. Quasi sempre sono molto ricche di minerali, soprattutto magnesio, potassio e sodio, e quindi indicate per chi soffre di carenze di questi elementi. Alcune stimolano la digestione, ma sono poco diuretiche.

## Acqua di rubinetto effervescente
Esistono in commercio bustine contenenti bicarbonato di sodio e acidi (come l'Idrolitina e la frizzina) che rendono l'acqua del rubinetto leggermente effervescente. È sempre più usato (sia in ambito domestico che professionale) il frigogasatore - l'erogatore di acqua frizzante direttamente dalla rete idrica.

## Casa dell'acqua
In molte località si sono diffuse le case dell'acqua, impianti che erogano acqua depurata e raffrescata e, volendo, anche gassata, a basso prezzo o gratis, prodotta con l'acqua dell'acquedotto.